# Liste des comtesses de Flandre
 (octobre 2019).
Cet article présente les comtesses de Flandre, qu'elles soient consorts ou souveraines.

## Maison de Flandre (863-1119)
| Portrait | Nom (dates)                       | Époux | Titres                                                                                          | Eléments biographiques |
| -------- | --------------------------------- | --- | ----------------------------------------------------------------------------------------------- | --- |
|          | Judith de France (844-870)        | - Æthelwulf de Wessex (mariage en 856) - Æthelbald de Wessex (mariage en 858) - Baudouin Ier de Flandre (mariage en 862) | - Reine de Wessex (856-858 puis 858-860) - Comtesse de Flandre (863-870)                        | - Princesse de la dynastie des Carolingiens. fille de Charles II le Chauve et d'Ermentrude d'Orléans. - Mère de Baudouin II de Flandre et de Raoul de Cambrai.                                                                                          |
|          | Elftrude de Wessex (?-929)        | - Baudouin II de Flandre (mariage entre 893 et 899)                                                                      | - Comtesse de Flandre (893/99-918) - Comtesse de Boulogne (896/99-918)                          | - Princesse de la Maison de Wessex. Fille d'Alfred le Grand et d'Ealhswith. - Mère d'Arnoul Ier de Flandre et d'Adalolphe de Boulogne. |
|          | Adèle de Vermandois (910-960)     | - Arnoul Ier de Flandre (mariage en 934)                                                                                 | - Comtesse de Flandre (934-958) - Comtesse de Boulogne (934-960)                                | - Princesse de la dynastie des Herbertiens. Fille d'Herbert II de Vermandois et d'Adèle de France. - Mère de Baudouin III de Flandre. |
|          | Mathilde de Saxe (942-1008)       | - Baudouin III de Flandre (mariage entre 951 et 958) - Godefroy Ier de Verdun (mariage en 963)                           | - Comtesse de Flandre (958-962) - Comtesse de Verdun (963-1002) - Comtesse de Hainaut (974-998) | - Princesse de la Maison de Billung. Fille d'Hermann Ier de Saxe et d'Hildegarde de Westerburg. - Mère d'Arnoul II de Flandre, d'Adalbéron II de Verdun, de Frédéric de Verdun, de Godefroy Ier de Basse-Lotharingie et de Gothelon Ier de Lotharingie. |
|          | Rozala d'Italie (955-1003)        | - Arnoul II de Flandre (mariage en 968) - Robert II le Pieux (mariage en 988)                                            | - Comtesse de Flandre (968-987) - Reine des Francs (988-992)                                    | - Princesse de la Maison d'Ivrée. Fille de Bérenger II d'Italie et de Willa d'Arles. - Mère de Baudouin IV de Flandre. |
|          | Ogive de Luxembourg (986-1030)    | - Baudouin IV de Flandre (mariage en 1012)                                                                               | - Comtesse de Flandre (1012-1030)                                                               | - Princesse de la Maison d'Ardenne. Fille de Frédéric de Luxembourg et d'Irmentrude de Wetterau. - Mère de Baudouin V de Flandre. |
|          | Éléonore de Normandie (1010-1071) | - Baudouin IV de Flandre (mariage en 1031)                                                                               | - Comtesse de Flandre (1031-1035)                                                               | - Princesse de la Maison de Normandie. Fille de Richard II de Normandie et de Judith de Bretagne. - Mère de Judith de Flandre. |
|          | Adèle de France (1009-1079)       | - Richard III de Normandie (mariage en 1027) - Baudouin V de Flandre (mariage en 1028)                                   | - Duchesse de Normandie (1027) - Comtesse de Flandre (1035-1067)                                | - Princesse de la dynastie des Capétiens. Fille de Robert II le Pieux et de Constance d'Arles. - Mère de Baudouin VI de Flandre, de Mathilde de Flandre et de Robert Ier de Flandre.                                                                    |
|          | Richilde (1027-1087)              | - Herman de Hainaut (mariage en 1040) - Baudouin VI de Flandre (mariage en 1051)                                         | - Comtesse de Hainaut (1040-1049 puis 1051-1070) - Comtesse de Flandre (1067-1070)              | - Mère de Roger de Hainaut, d'Arnoul III de Flandre et de Baudouin II de Hainaut. |
|          | Gertrude de Saxe (1028-1113)      | - Florent Ier de Frise occidentale (mariage en 1050) - Robert Ier de Flandre (mariage en 1063)                           | - Comtesse de Frise occidentale (1050-1061) - Comtesse de Flandre (1071-1093)                   | - Princesse de la Maison de Billung. fille de Bernard II de Saxe et d'Eilika de Schweinfurt. - Mère de Thierry V de Hollande, de Berthe de Hollande, de Robert II de Flandre et d'Adèle de Flandre.                                                     |
|          | Clémence de Bourgogne (1078-1133) | - Robert II de Flandre (mariage en 1090) - Godefroid Ier de Louvain (mariage en 1125)                                    | - Comtesse de Flandre (1093-1111) - Comtesse de Louvain et de Brabant (1125-1133)               | - Princesse de la Maison d'Ivrée. Fille de Guillaume Ier de Bourgogne et d'Étiennette de Bourgogne. - Mère de Baudouin VII de Flandre. |
|          | Agnès de Bretagne (1102-1118)     | - Baudouin VII de Flandre (mariage en 1110)                                                                              | - Comtesse de Flandre (1111-1118)                                                               | - Princesse de la Maison de Cornouaille. Fille d'Alain IV de Bretagne et d'Ermengarde d'Anjou. |

## Maison d'Estridsen (1119-1127)
| Nom (dates)                                   | Époux | Titres                                                                                           | Eléments biographiques                                                                                          |
| --------------------------------------------- | --- | ------------------------------------------------------------------------------------------------ | --- |
| Marguerite de Clermont-Beauvaisis (1104-1150) | - Charles Ier de Flandre (mariage en 1115) - Hugues II de Campdavaine (mariage en 1128) - Thierry d'Alsace (mariage en 1130) | - Comtesse d'Amiens (de plein droit, 1118-1150) - Comtesse de Flandre (1119-1127 puis 1130-1133) | - Princesse de la Maison de Clermont-en-Beauvaisis. Fille de Renaud II de Clermont et d'Adélaïde de Vermandois. |

## Maison de Normandie (1127-1128)
| Nom (dates)                   | Époux                                | Titres                            | Eléments biographiques                                                                         |
| ----------------------------- | ------------------------------------ | --------------------------------- | ---------------------------------------------------------------------------------------------- |
| Jeanne de Montferrat (1107-?) | - Guillaume Cliton (mariage en 1127) | - Comtesse de Flandre (1127-1128) | - Princesse de la Maison Alérame. Fille de Rénier Ier de Montferrat et de Gisèle de Bourgogne. |

## Maison d'Alsace (1128-1194)
| Portrait | Nom (dates)                                   | Époux | Titres | Eléments biographiques |
| -------- | --------------------------------------------- | --- | --- | --- |
|          | Marguerite de Clermont-Beauvaisis (1104-1150) | - Charles Ier de Flandre (mariage en 1115) - Hugues II de Campdavaine (mariage en 1128) - Thierry d'Alsace (mariage en 1130) | - Comtesse d'Amiens (de plein droit, 1118-1150) - Comtesse de Flandre (1119-1127 puis 1130-1133)                                                                      | - Princesse de la Maison de Clermont-en-Beauvaisis. Fille de Renaud II de Clermont et d'Adélaïde de Vermandois. |
|          | Sibylle d'Anjou (1112-1165)                   | - Guillaume Cliton (mariage en 1123) - Thierry d'Alsace (mariage en 1139)                                                    | - Comtesse de Flandre (1139-1157) | - Princesse de la Maison Plantagenêt. Fille de Foulques V d’Anjou et d'Erembourg du Maine. - Mère de Philippe d'Alsace, de Mathieu d'Alsace, de Marguerite d'Alsace, de Gertrude de Flandre et de Pierre de Flandre.           |
|          | Élisabeth de Vermandois (1143-1183)           | - Philippe d'Alsace (mariage en 1159)                                                                                        | - Comtesse de Vermandois et de Valois (de plein droit, 1167-1183) - Comtesse de Flandre (1168-1183)                                                                   | - Princesse de la Maison capétienne de Vermandois. Fille de Raoul Ier de Vermandois et de Pétronille d'Aquitaine. |
|          | Mathilde de Portugal (1157-1218)              | - Philippe d'Alsace (mariage en 1183) - Eudes III de Bourgogne (mariage en 1193)                                             | - Comtesse de Flandre (1183-1191) - Duchesse de Bourgogne (1193-1195)                                                                                                 | - Princesse de la Maison de Bourgogne. Fille d'Alphonse Ier de Portugal et de Mathilde de Savoie. |
|          | Marguerite d'Alsace (1145-1194)               | - Raoul II de Vermandois (mariage en 1160) - Baudouin V de Hainaut (mariage en 1169)                                         | - Comtesse de Vermandois et de Valois (1160-1163) - Comtesse de Hainaut (1171-1194) - Comtesse de Namur (1187-1194) - Comtesse de Flandre (de plein droit, 1191-1194) | - Princesse de la Maison d'Alsace. Fille de Thierry d'Alsace et de Sibylle d'Anjou. - Mère d'Isabelle de Hainaut, de Baudouin VI de Hainaut, de Yolande de Hainaut, de Philippe Ier de Namur et d'Henri Ier de Constantinople. |

## Maison de Flandre (1194-1280)
| Portrait | Nom (dates)                              | Époux                                                                                | Titres | Eléments biographiques |
| -------- | ---------------------------------------- | ------------------------------------------------------------------------------------ | --- | --- |
|          | Marie de Champagne (1174-1204)           | - Baudouin VI de Hainaut (mariage en 1186)                                           | - Comtesse de Flandre (1194-1204) - Comtesse de Hainaut (1195-1204) - Impératrice consort de Constantinople (1204)              | - Princesse de la Maison de Blois. fille d'Henri Ier de Champagne et de Marie de France. - Mère de Jeanne de Constantinople et de Marguerite de Constantinople.                                          |
|          | Jeanne de Constantinople (1200-1244)     | - Ferrand de Portugal (mariage en 1212) - Thomas II de Piémont (mariage en 1237)     | - Comtesse de Flandre et de Hainaut (de plein droit, 1205-1244) - Infante du Portugal (1212-1233) - Dame de Piémont (1237-1244) | - Princesse de la Maison de Flandre. Fille de Baudouin VI de Hainaut et de Marie de Champagne. |
|          | Marguerite de Constantinople (1202-1280) | - Bouchard d'Avesnes (mariage en 1212) - Guillaume II de Dampierre (mariage en 1223) | - Dame d'Avesnes (1212-1221) - Dame de Dampierre (1223-1231) - Comtesse de Flandre et de Hainaut (de plein droit, 1244-1280)    | - Princesse de la Maison de Flandre. Fille de Baudouin VI de Hainaut et de Marie de Champagne. - Mère de Jean Ier d'Avesnes, de Baudoin d'Avesnes, de Guillaume III de Dampierre et de Gui de Dampierre. |

## Maison de Dampierre (1280-1405)
| Portrait | Nom (dates)                             | Époux                                                                                      | Titres | Eléments biographiques | Armoiries |
| -------- | --------------------------------------- | ------------------------------------------------------------------------------------------ | --- | --- | --------- |
|          | Isabelle de Luxembourg (1247-1298)      | - Gui de Dampierre (mariage en 1264)                                                       | - Comtesse de Namur (de plein droit, 1264-1298) - Comtesse de Flandre (1280-1298) | - Princesse de la Maison d'Ardenne. Fille d'Henri V de Luxembourg et de Marguerite de Bar. - Mère de Jean Ier de Namur, de Gui de Namur et de Marguerite de Flandre. |           |
|          | Marguerite Ire de Bourgogne (1309-1382) | - Louis Ier de Flandre (mariage en 1320)                                                   | - Comtesse de Flandre et de Nevers (1322-1346) - Comtesse de Rethel (1328-1346) - Comtesse de Bourgogne et d'Artois (de plein droit, 1361-1382) | - Princesse capétienne. Fille de Philippe V de France et de Jeanne II de Bourgogne. - Mère de Louis II de Flandre. |           |
|          | Marguerite de Brabant (1323-1380)       | - Louis II de Flandre (mariage en 1347)                                                    | - Comtesse de Flandre, de Rethel et de Nevers (1347-1380) | - Princesse de la Maison de Louvain. Fille de Jean III de Brabant et de Marie d'Évreux. - Mère de Marguerite III de Flandre. |           |
|          | Marguerite III de Flandre (1350-1405)   | - Philippe Ier de Bourgogne (mariage en 1357) - Philippe II de Bourgogne (mariage en 1369) | - Duchesse de Bourgogne (1357-1361 puis 1369-1404) - Comtesse de Bourgogne et d'Artois (1357-1361 puis de plein droit 1384-1405) - Comtesse d'Auvergne et de Boulogne (1360-1361) - Comtesse de Flandre, de Rethel, et de Nevers (de plein droit, 1384-1405) | - Princesse de la Maison de Dampierre. Fille de Louis II de Flandre et de Marguerite de Brabant. - Mère de Jean Ier de Bourgogne, d'Antoine de Brabant, de Philippe de Bourgogne, de Marguerite de Bourgogne, de Catherine de Bourgogne, de Bonne de Bourgogne et de Marie de Bourgogne. |           |

## Maison de Valois-Bourgogne (1405-1482)
| Portraits | Nom (dates)                       | Époux                                                                                   | Titres | Eléments biographiques | Armoiries |
| --------- | --------------------------------- | --------------------------------------------------------------------------------------- | --- | --- | --------- |
|           | Marguerite de Bavière (1363-1424) | - Jean Ier de Bourgogne (mariage en 1385)                                               | - Duchesse de Bourgogne (1404-1419) - Comtesse de Flandre, de Bourgogne et d'Artois (1405-1419) | - Princesse de la Maison de Wittelsbach. Fille d'Albert Ier de Hainaut et de Marguerite de Brzeg. - Mère de Marguerite de Bourgogne, de Marie de Bourgogne, de Philippe III de Bourgogne, d'Anne de Bourgogne et d'Agnès de Bourgogne. |           |
|           | Michelle de France (1395-1422)    | - Philippe III de Bourgogne (mariage en 1409)                                           | - Duchesse de Bourgogne, comtesse de Flandre et de Bourgogne (1419-1422) | - Princesse de la Maison de Valois. Fille de Charles VI de France et d'Isabeau de Bavière. |           |
|           | Bonne d'Artois (1396-1425)        | - Philippe de Bourgogne (mariage en 1413) - Philippe III de Bourgogne (mariage en 1424) | - Comtesse de Nevers et de Rethel (1413-1415) - Duchesse de Bourgogne, comtesse de Flandre et de Bourgogne (1424-1425) | - Princesse de la Maison capétienne d'Artois. Fille de Philippe d'Artois et de Marie de Berry. - Mère de Charles de Bourgogne et de Jean de Bourgogne.                                                                                 |           |
|           | Isabelle de Portugal (1397-1471)  | - Philippe III de Bourgogne (mariage en 1430)                                           | - Duchesse de Bourgogne, de Brabant et de Limbourg, comtesse de Flandre, de Bourgogne et de Namur (1430-1467) - Comtesse de Hollande, de Zélande et de Hainaut (1433-1467) - Duchesse de Luxembourg (1441-1467)                          | - Princesse de la Maison d'Aviz. Fille de Jean Ier de Portugal et de Philippa de Lancastre. - Mère de Charles le Téméraire. |           |
|           | Marguerite d'York (1446-1503)     | - Charles le Téméraire (mariage en 1468)                                                | - Duchesse de Bourgogne, de Luxembourg, de Brabant et de Limbourg, comtesse de Flandre, de Bourgogne, de Charolais, de Namur, de Hollande, de Zélande et de Hainaut (1468-1477) - Duchesse de Gueldre et comtesse de Zutphen (1473-1477) | - Princesse de la Maison d'York. Fille de Richard Plantagenêt et de Cécile Neville. |           |
|           | Marie de Bourgogne (1457-1482)    | - Maximilien Ier du Saint-Empire (mariage en 1477)                                      | - Duchesse de Bourgogne, de Luxembourg, de Gueldre, de Brabant et de Limbourg, comtesse de Flandre, de Bourgogne, de Charolais, de Zutphen, de Namur, de Hollande, de Zélande et de Hainaut (de plein droit, 1477-1482)                  | - Princesse de la Maison de Valois-Bourgogne. Fille de Charles le Téméraire et d'Isabelle de Bourbon. - Mère de Philippe Ier le Beau et de Marguerite d'Autriche.                                                                      |           |

## Maison de Habsbourg (1482-1700)
| Portrait | Nom (dates)                                    | Époux                                     | Titres | Eléments biographiques | Armoiries |
| -------- | ---------------------------------------------- | ----------------------------------------- | --- | --- | --------- |
|          | Jeanne Ire de Castille (1479-1555)             | - Philippe Ier le Beau (mariage en 1496)  | - Souveraine des Pays-Bas (1496-1506) - Reine de Castille (de plein droit, 1504-1555) - Reine d'Aragon, de Sicile et de Naples (de plein droit, 1516-1555)                                                              | - Princesse de la Maison de Trastamare. Fille de Ferdinand II d'Aragon et d’Isabelle Ire de Castille. - Mère d'Éléonore de Habsbourg, de Charles Quint, d'Isabelle d'Autriche, de Ferdinand Ier du Saint-Empire, de Marie de Hongrie et de Catherine de Castille. |           |
|          | Isabelle de Portugal (1503-1539)               | - Charles Quint (mariage en 1526)         | - Reine de Germanie (1526-1530) - Reine de Castille, d'Aragon, de Sicile et de Naples, souveraine des Pays-Bas (1526-1539) - Impératrice du Saint-Empire (1530-1539)                                                    | - Princesse de la Maison d'Aviz. Fille de Manuel Ier de Portugal et de Marie d'Aragon. - Mère de Philippe II d'Espagne, de Marie d'Autriche et de Jeanne d'Autriche.                                                                                              |           |
|          | Marie Ire d'Angleterre (1516-1558)             | - Philippe II d'Espagne (mariage en 1554) | - Reine d'Angleterre et d'Irlande (de plein droit, 1553-1558) - Princesse des Asturies (1554-1556) - Reine de Naples et de Sicile, duchesse de Milan (1554-1558) - Reine d'Espagne, souveraine des Pays-Bas (1556-1558) | - Princesse de la Maison Tudor. Fille d'Henri VIII d'Angleterre et de Catherine d'Aragon. |           |
|          | Élisabeth de France (1545-1568)                | - Philippe II d'Espagne (mariage en 1559) | - Reine d'Espagne, de Naples et de Sicile, duchesse de Milan, souveraine des Pays-Bas (1559-1568) | - Princesse de la Maison de Valois. Fille d'Henri II de France et de Catherine de Médicis. - Mère d'Isabelle-Claire-Eugénie d'Autriche et de Catherine-Michelle d'Autriche.                                                                                       |           |
|          | Anne d'Autriche (1549-1580)                    | - Philippe II d'Espagne (mariage en 1570) | - Reine d'Espagne, de Naples et de Sicile, duchesse de Milan, souveraine des Pays-Bas (1570-1580) | - Princesse de la Maison de Habsbourg. Fille de Maximilien II du Saint-Empire et de Marie d'Autriche. - Mère de Ferdinand d'Autriche, de Diègue d'Autriche et de Philippe III d'Espagne.                                                                          |           |
|          | Isabelle-Claire-Eugénie d'Autriche (1566-1633) | - Albert d'Autriche (mariage en 1598)     | - Souveraine des Pays-Bas (1598-1621) - Gouvernante des Pays-Bas espagnols (1621-1633) | - Princesse de la Maison de Habsbourg. Fille de Philippe II d'Espagne et d'Élisabeth de France. |           |
|          | Élisabeth de France (1602-1644)                | - Philippe IV d'Espagne (mariage en 1615) | - Princesse des Asturies (1615-1621) - Reine d'Espagne, de Naples, de Sicile et de Portugal, duchesse de Milan, souveraine des Pays-Bas (1621-1644)                                                                     | - Princesse de la Maison de Bourbon. Fille d'Henri IV de France et de Marie de Médicis. - Mère de Balthazar-Charles d'Autriche et de Marie-Thérèse d'Autriche. |           |
|          | Marie-Anne d'Autriche (1634-1696)              | - Philippe IV d'Espagne (mariage en 1649) | - Reine d'Espagne, de Naples, de Sicile et de Portugal, duchesse de Milan, souveraine des Pays-Bas (1649-1665) - Régente du royaume d'Espagne (1665-1675)                                                               | - Princesse de la Maison de Habsbourg. Fille de Ferdinand III du Saint-Empire et de Marie-Anne d'Autriche. - Mère de Marguerite-Thérèse d'Autriche, de Philippe-Prosper d'Autriche et de Charles II d'Espagne.                                                    |           |
|          | Marie-Louise d'Orléans (1662-1689)             | - Charles II d'Espagne (mariage en 1679)  | - Reine d'Espagne, de Naples, de Sicile et de Portugal, duchesse de Milan, souveraine des Pays-Bas (1679-1689) | - Princesse de la Maison d'Orléans. Fille de Philippe d’Orléans et d'Henriette d'Angleterre. |           |
|          | Marie-Anne de Neubourg (1667-1740)             | - Charles II d'Espagne (mariage en 1690)  | - Reine d'Espagne, de Naples, de Sicile et de Portugal, duchesse de Milan, souveraine des Pays-Bas (1690-1700) | - Princesse de la Maison de Witteslsbach. Fille de Philippe-Guillaume de Neubourg, et d'Élisabeth-Amélie de Hesse-Darmstadt. |           |

## Maison de Bourbon (1700-1706)
| Portrait | Nom (dates)                                  | Époux                                    | Titres | Eléments biographiques | Armoiries |
| -------- | -------------------------------------------- | ---------------------------------------- | --- | --- | --------- |
|          | Marie-Louise-Gabrielle de Savoie (1688-1714) | - Philippe V d'Espagne (mariage en 1701) | - Reine d'Espagne et duchesse de Milan (1701-1714) - Reine de Naples, de Sicile et de Sardaigne (1701-1713) - Souveraine des Pays-Bas (1701-1710) | - Princesse de la Maison de Savoie. Fille de Victor-Amédée II de Savoie et d' Anne-Marie d'Orléans. - Mère de Louis Ier d'Espagne et de Ferdinand VI d'Espagne. |           |

## Maison de Habsbourg (1706-1780)
| Portrait | Nom (dates)                                               | Époux                                            | Titres | Eléments biographiques | Armoires |
| -------- | --------------------------------------------------------- | ------------------------------------------------ | --- | --- | -------- |
|          | Élisabeth-Christine de Brunswick-Wolfenbüttel (1691-1750) | - Charles VI du Saint-Empire (mariage en 1708)   | - Impératrice du Saint-Empire, reine de Germanie, de Hongrie et de Bohême, archiduchesse d'Autriche (1711-1740) - Duchesse de Milan (1714-1740) - Souveraine des Pays-Bas (1715-1740) - Duchesse de Parme et de Plaisance (1735-1740) | - Princesse de la Maison de Brunswick. fille de Louis-Rodolphe de Brunswick-Wolfenbüttel et de Christine-Louise d'Oettingen-Oettingen. - Mère de Marie-Thérèse d'Autriche et de Marie-Anne d'Autriche. |          |
|          | Marie-Thérèse d'Autriche (1717-1780)                      | - François Ier du Saint-Empire (mariage en 1736) | - Duchesse de Lorraine (1736-1737) - Grande-duchesse de Toscane (1737-1765) - Reine de Hongrie et de Bohême, archiduchesse d'Autriche, duchesse de Milan, souveraine des Pays-Bas (de plein droit, 1740-1780) - Duchesse de Parme et de Plaisance (de plein droit, 1740-1748) - Impératrice du Saint-Empire, reine de Germanie (1745-1765) | - Princesse de la Maison de Habsbourg. Fille de Charles VI du Saint-Empire et d'Élisabeth-Christine de Brunswick-Wolfenbüttel. - Mère de Marie-Élisabeth d'Autriche, de Marie-Anne d'Autriche, de Marie-Caroline d'Autriche, de Joseph II du Saint-Empire, de Marie-Christine d'Autriche, de Marie-Élisabeth d'Autriche, de Charles Joseph d'Autriche, de Marie-Amélie d'Autriche, de Léopold II du Saint-Empire, de Marie-Caroline d'Autriche, de Marie-Jeanne-Gabrielle d'Autriche, de Marie-Josèphe d'Autriche, de Marie-Caroline d'Autriche, de Ferdinand d'Autriche-Este, de Marie-Antoinette d'Autriche et de Maximilien François d'Autriche. |          |

## Maison de Habsbourg-Lorraine (1780-1795)
| Portrait | Nom (dates)                                 | Époux                                          | Titres | Eléments biographiques |
| -------- | ------------------------------------------- | ---------------------------------------------- | --- | --- |
|          | Marie-Louise d'Espagne (1745-1792)          | - Léopold II du Saint-Empire (mariage en 1765) | - Grande-duchesse de Toscane (1765-1790) - Impératrice du Saint-Empire, reine de Germanie, de Hongrie et de Bohême, archiduchesse d'Autriche, duchesse de Milan, souveraine des Pays-Bas (1790-1792)                         | - Princesse de la Maison de Bourbon. Fille de Charles III d'Espagne et de Marie-Amélie de Saxe. - Mère de Marie-Thérèse d'Autriche, de François Ier d'Autriche, de Ferdinand III de Toscane, de Marie-Anne d'Autriche, de Charles-Louis d'Autriche-Teschen, d'Alexandre-Léopold d'Autriche, de Joseph de Habsbourg-Lorraine, de Marie-Clémentine d'Autriche, d'Antoine-Victor d'Autriche, de Marie-Amélie d'Autriche, de Jean-Baptiste d'Autriche, de Rainier d'Autriche, de Louis d'Autriche et de Rodolphe d'Autriche. |
|          | Marie-Thérèse de Bourbon-Naples (1772-1807) | - François Ier d'Autriche (mariage en 1790)    | - Duchesse de Milan (1792-1796) - Souveraine des Pays-Bas (1792-1797) - Impératrice du Saint-Empire et archiduchesse d'Autriche (1792-1806) - Reine de Hongrie et de Bohême (1792-1807) - Impératrice d'Autriche (1804-1807) | - Princesse de la Maison de Bourbon-Siciles. Fille de Ferdinand Ier des Deux-Siciles et de Marie-Caroline d'Autriche. - Mère de Marie-Louise d'Autriche, de Ferdinand Ier d'Autriche, de Marie-Léopoldine d'Autriche, de Marie-Clémentine de Habsbourg, de Caroline de Habsbourg-Lorraine, de François-Charles d'Autriche et de Marie-Anne d'Autriche. |

## Maison de Belgique (1840-)
| Portrait | Nom (dates)                                   | Époux                                    | Titres                            | Eléments biographiques | Armoiries |
| -------- | --------------------------------------------- | ---------------------------------------- | --------------------------------- | --- | --------- |
|          | Marie de Hohenzollern-Sigmaringen (1845-1912) | - Philippe de Belgique (mariage en 1867) | - Comtesse de Flandre (1867-1905) | - Princesse de la Maison de Hohenzollern-Sigmaringen. Fille de Charles Antoine de Hohenzollern-Sigmaringen et de Joséphine de Bade. - Mère de Baudouin de Belgique, d'Henriette de Belgique, de Joséphine de Belgique, de Joséphine de Belgique et d'Albert Ier de Belgique. |           |